# Three Dog Night

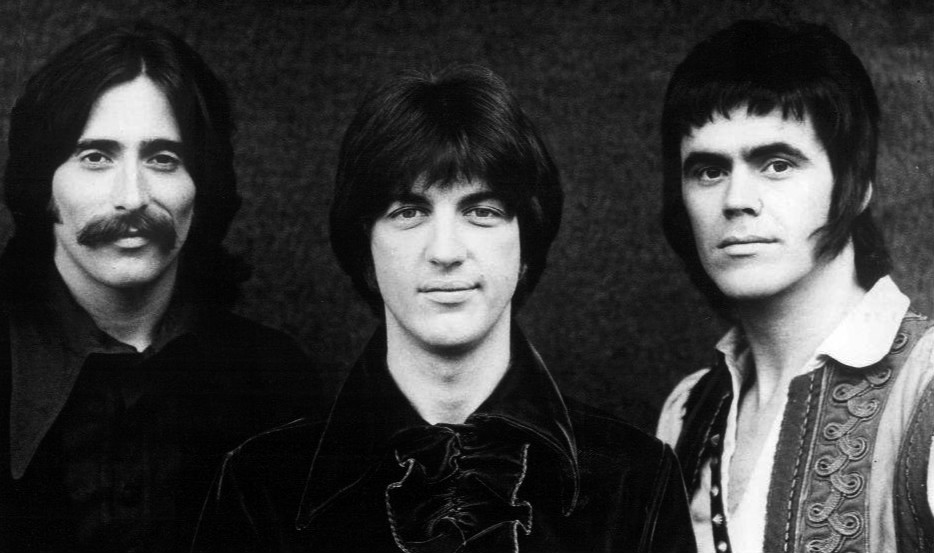
Chuck Negron, Cory Wells och Danny Hutton 1969.

Three Dog Night är en musikgrupp från Los Angeles, Kalifornien, USA som bildades 1967. 
Gruppen bestod i början av Danny Hutton, Cory Wells, Chuck Negron (alla tre sång), Michael Allsup (gitarr), Joe Schermie (basgitarr), Jimmy Greenspoon (keyborad), och Floyd Sneed (trummor). De fick kontrakt hos skivbolaget Dunhill Records och slog igenom 1969 med en inspelning av Harry Nilssons låt "One" och toppade senare Billboardlistan med tre singlar; "Mama Told Me (Not to Come)" (1970), "Joy to the World" (1971) och "Black & White" (1972). Ett flertal av deras andra singlar under tidigt 1970-tal blev också framgångar i USA. Bland dessa kan nämnas "An Old Fashioned Love Song" (1971), "Never Been to Spain" (1972), och den gospelinspirerade "Shambala" (1973). De förlitade sig på utomstående låtskrivare och skrev i regel inte låtarna de framförde. 
Schermie lämnade gruppen 1973, vilket även Sneed och Allsup gjorde följande år. 1974 var också deras sista framgångsrika år. De fortsatte fram till 1976 då gruppen upplöstes. Redan under 1980-talet återförenades gruppen vid olika tillfällen. Från 2007 har gruppen turnerat med fyra originalmedlemmar: Hutton, Wells, Greenspoon och Allsup. Originalbasisten Schermie avled 2002. Negron som slutade i gruppen på 1980-talet fortsatte som soloartist.

## Medlemmar
Nuvarande medlemmar
- Danny Hutton – sång (1967–1976, 1981– )
- Michael Allsup – gitarr (1968–1974, 1981–1984, 1991– )
- Paul Kingery – basgitarr, gitarr, sång (1982–1983, 1985–1988, 1996– )
- Pat Bautz – trummor (1993– )
- Howard Laravea – keyboard (2017– )
- Bruce Emmitt McAdams – valthorn (2019– )

Tidigare medlemmar
- Cory Wells – sång (1967–1976, 1981—2015, död 20 oktober 2015)
- Henry Vestine – gitarr (1967–1968)
- Larry Taylor – basgitarr (1967–1968)
- Jimmy Greenspoon – keyboard (1968–1976, 1981–2015, död 2015)
- Chuck Negron – sång (1967–1976, 1981–1985)
- Floyd Sneed – trummor (1968–1974, 1981–1984)
- Joe Schermie – basgitarr (1968–1973, död 2002)
- Jack Ryland – basgitarr (1973–1975)
- Skip Konte – keyboard (1973–1976)
- Mickey McMeel – trummor (1974–1976)
- James "Smitty" Smith – gitarr (1974–1975)
- Dennis Belfield – basgitarr (1975–1976)
- Al Ciner – gitarr (1975–1976)
- Jay Gruska – sång (1976)
- Ron Stockert – keyboard (1976)
- Mike Seifrit – basgitarr (1981–1982)
- Richard Grossman – basgitarr (1982–1984)
- Mike Keeley – trummor (1985–1993)
- Scott Manzo – basgitarr (1985–1988)
- Steve Ezzo – gitarr (1983–1984, 1985)
- Gary Moon – basgitarr, sång (1988–1989)
- T.J. Parker – gitarr (1988–1989)
- Richard Campbell – basgitarr (1989–1996)
- Mike Cuneo – gitarr (1989–1991)
- Eddie Reasoner – keyboard (2014–2015)

## Diskografi

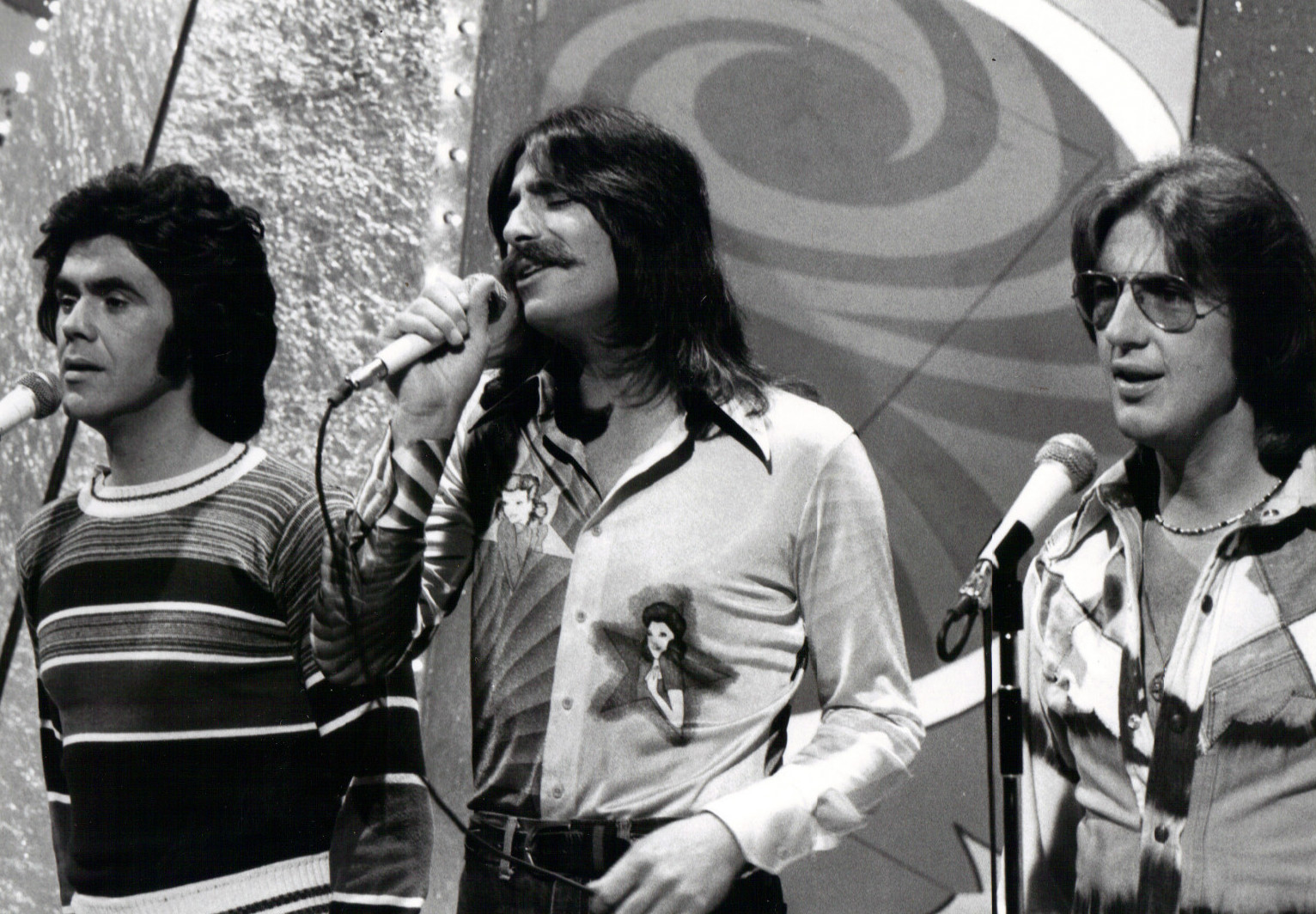
Danny Hutton, Chuck Negron och Cory Wells 1975.

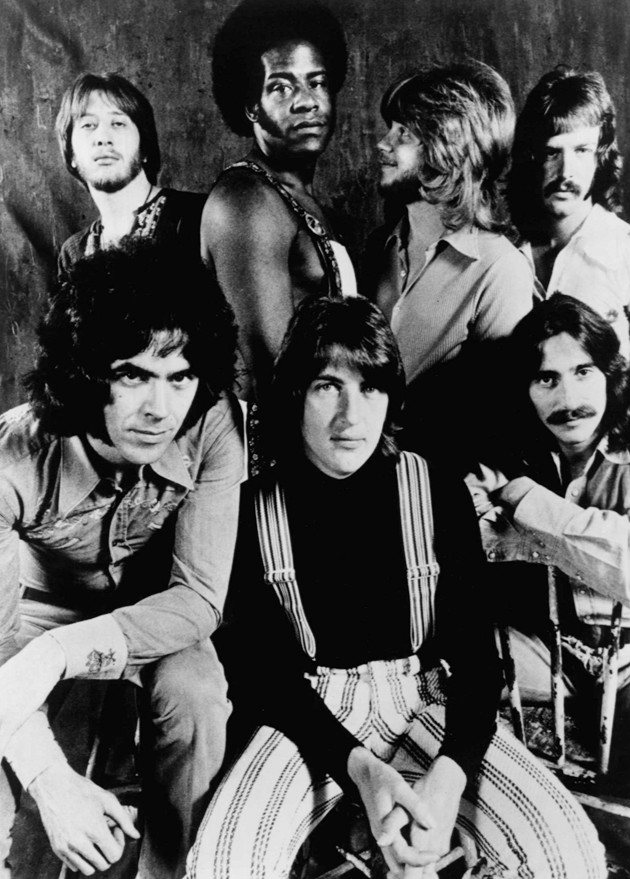
Three Dog Night 1972.

Studioalbum
- 1968 – Three Dog Night
- 1969 – Suitable for Framing
- 1970 – It Ain't Easy
- 1970 – Naturally
- 1971 – Harmony
- 1972 – Seven Separate Fools
- 1973 – Cyan
- 1974 – Hard Labor
- 1975 – Coming Down Your Way
- 1976 – American Pastime
- 1983 – It's a Jungle
- 2002 – Three Dog Night with the London Symphony Orchestra

Livealbum
- 1969 – Captured Live at the Forum
- 1973 – Around the World With Three Dog Night
- 2008 – Greatest Hits Live

EP
- 1970 – Celebrate
- 1970 – Mama Told Me (Not to Come)
- 1971 – Hits a Plenty
- 1971 – One Man Band
- 1972 – Best 4

Singlar (topp 100 på Billboard Hot 100)
- 1969 – "Try a Little Tenderness" (#29)
- 1969 – "One" (#5)
- 1969 – "Easy to Be Hard" (#4)
- 1969 – "Eli's Comin'" (#10)
- 1970 – "Celebrate" (#15)
- 1970 – "Mama Told Me (Not to Come)" (#1)
- 1970 – "Out in the Country" (#15)
- 1970 – "One Man Band" (#19)
- 1971 – "Joy to the World" (#1)
- 1971 – "Liar" (#7)
- 1971 – "An Old Fashioned Love Song" (#4)
- 1971 – "Never Been to Spain" (#5)
- 1972 – "The Family of Man" (#12)
- 1972 – "Black & White" (#1)
- 1972 – "Pieces of April" (#19)
- 1973 – "Shambala" (#3)
- 1973 – "Let Me Serenade You" (#17)
- 1974 – "The Show Must Go On" (#4)
- 1974 – "Sure As I'm Sittin' Here" (#16)
- 1974 – "Play Something Sweet (Brickyard Blues)" (#33)
- 1975 – "'Til the World Ends" (#32)